# Howard Scott Gentry
Howard Scott Gentry ( 1903-1993) fue un botánico estadounidense, reconocido como la autoridad máxima del género Agave.
Trabajó para el Ministerio de Agricultura de los Estados Unidos, y fue botánico investigador para el Desert Botanical Garden en Phoenix, Arizona, después de 1971. También recolectó varios de los especímenes que se encuentran ahora en los Huntington Desert Botanical Gardens en San Marino, California.
Su estudio, publicado en 1942, acerca de las plantas de la región del Río Mayo, al noroeste de México, se convirtió en un clásico debido a que abarca ampliamente una zona hasta entonces poco conocida.
También se interesó por la etnobotánica; sus descripciones de plantas incluyen información sobre los usos que hacen de ellas los pueblos indígenas.

## Obras
- Río Mayo Plants of Sonora-Chihuahua (1942), intitulado póstumamente como Gentry's Rio Mayo Plants (University of Arizona Press, 1998) ISBN 0-8165-1726-6
- The Agave Family of Sonora (USDA, 1972)
- The Agaves of Baja California (California Academy of Sciences, 1978)
- Agaves of Continental North America (University of Arizona Press, 1982) ISBN 0-8165-2395-9

## Honores

### Eponimia
- (Agavaceae) Agave gentryi B.Ullrich[1]

- (Annonaceae) Guatteria gentryi Maas & Erkens[2]

- (Apocynaceae) Malouetia gentryi M.E.Endress[3]

- (Aspleniaceae) Asplenium gentryi A.R.Sm.[4]

- La abreviatura «Gentry» se emplea para indicar a Howard Scott Gentry como autoridad en la descripción y clasificación científica de los vegetales.[5]

## Literatura
- Bernd Ullrich. 1993. In Memoriam Howard Scott Gentry. Kakteen und andere Sukkulenten 44 ( 9): 203
- Anthony J. Verbiscar. 1993. Howard Scott Gentry. En: Economic Botany 47 ( 3): 335–337 doi 10.1007/BF02862303